# Dicyphus gracilentus
Dicyphus gracilentus är en insektsart som beskrevs av Parshley 1923. Dicyphus gracilentus ingår i släktet Dicyphus och familjen ängsskinnbaggar. Inga underarter finns listade i Catalogue of Life.